# José Carlos Femat
José Carlos Femat (Cuernavaca, Morelos, 4 de abril de 1981) es un actor mexicano.

## Biografía
De regreso a México en 2001, José Carlos Femat se preparaba para estudiar la carrera de ingeniería en la UNAM, mientras esperaba los resultados del examen, y solo a manera de pasatiempo, participó como extra en películas y telenovelas en Morelos. Ahí conoció gente que lo orientó para estudiar en "Casa Azul" de Argos Comunicación mientras cursaba la carrera de ingeniería en la UNAM, ingresó en el grupo especial en Argos.
El primer trabajo como actor de Femat fue en la serie juvenil 100 grados que se transmitía por cable desde Cuernavaca Morelos. Después participó en el concurso "El modelo México 03" organizado por Lupita Jones donde obtuvo el tercer lugar.
Más tarde, debutó en la película Manos libres dirigida por José Buil. Fue entonces cuando decidió estudiar la carrera de actuación de manera formal en el Centro de Educación Artística (CEA) de Televisa (de la cual es egresado). Dejó la carrera de ingeniería e ingresó a la licenciatura de Ciencias de la Comunicación.
En diciembre del 2004, inició un taller con Francisco Franco para la película Quemar las naves y participó en el rodaje coactuando con Diana Bracho, Irene Azuela, Ángel Onésimo Nevares, Juan Carlos Barreto, Ramón Valdez, Bernardo Benítez, Ricardo Blume, Aída López, entre otros.
En teatro, Femat actuó en El Taller del Orfebre; y en televisión participó en series como Mujer casos de la vida real, La rosa de Guadalupe y Plantados en cuanto a telenovelas participó en Lola érase una vez, en Querida enemiga producida por Lucero Suárez, tuvo una breve participación especial en la telenovela Verano de amor en 2009 como el abogado de Othon, personaje interpretado por Juan Ferrara. En 2010 participó en la telenovela Zacatillo un lugar en tu corazón de la productora Lucero Suárez. En 2011 participa en Dos hogares interpretó al hermano de Anahí, producida por Emilio Larrosa. En 2013 participa en De que te quiero, te quiero interpretando al amigo de la protagonista.

## Filmografía

### Telenovelas
- Dra. Lucía, un don extraordinario (2023-2024)[1] [2]
- La mujer del diablo (2022) - Sanchez[3]
- S.O.S Me estoy enamorando (2021) - Sergio[4]
- Como tú no hay 2 (2020) -  Daniel Silva
- Amar a muerte (2018-2019) - Fabián Tamayo
- La vecina (2015-2016) - Arnold Aguilera
- De que te quiero, te quiero (2013-2014) - Andrés Figueroa
- Dos hogares (2011-2012) - Jorge Estrada
- Zacatillo un lugar en tu corazón (2010) - Alain Landeta
- Verano de amor (2009) - Abogado de Othon
- Querida enemiga (2008) - Julián Ruiz
- Lola erase una vez (2007-2008) - Manfred Von Ferdinand

### Programas
- Un día para vivir (2023) - Joan
- Como dice el dicho (2011-2014)
  - El perdón cura lo que la mentira daña (2014) - Juan José
  - Donde hubo fuego, cenizas quedan (2011) - Rogelio
- Adictos (2012) - Toño
- Plantados (2009)
- Secretos (2008) - Mario

### Cine
- Quemar las naves (2007) - Grandote
- Manos libres (2005) - Axel

## Premios y nominaciones

### Premios TVyNovelas
| Año  | Categoría                  | Telenovela                        | Resultado |
| ---- | -------------------------- | --------------------------------- | --------- |
| 2011 | Mejor revelación masculina | Zacatillo, un lugar en tu corazón | Nominado  |

#### Premio Presea Luminaria de Oro
| Año  | Categoría                       | Telenovela | Resultado |
| ---- | ------------------------------- | ---------- | --------- |
| 2015 | Galardón de Honor por Desempeño | La vecina  | Ganador   |